# Martin Sentiváni
Martin Sentiváni (také Martin Svätojánsky, maďarsky Szentivány(i) nebo Szent-Ivány, latinsky Szentivanius, 20. října 1633, Liptovský Ján – 29. března 1705, Trnava) byl slovenský učenec, filozof, polyhistor, profesor na trnavské akademii.

## Život
Narodil se v čistě slovenské oblasti Liptova v zemanské rodině. V roce 1653 vstoupil k jezuitům, řád ho vyslal na vysokoškolská studia do Vídně, kde studoval filozofii a teologii. Ve studiích pokračoval v jezuitském hornouherském centru v Trnavě. Na tamější univerzitě poté i vyučoval. V roce 1665 byl vysvěcen na kněze a řád jej vyslal na řadu míst v celé monarchii (Košice, Štýrský Hradec, Vídeň) i v zahraničí (bavorský Mnichov). Přednášel hebrejštinu, matematiku, logiku. Ve filozofické práci vycházel především z Aristotela, Francise Bacona, Reného Descarta a Nicolase Melabranche. V roce 1674 se stal správcem významné trnavské tiskárny.

## Činnost v oblasti knihtisku a vydavatelství
Trnavská jezuitská knihtiskárna byla proslavená v celých Uhrách. Sentiváni ji vedl dlouhých 22 let, vylepšil její technické vybavení a vůbec se zasloužil o rozvoj tiskařství i knižní kultury v Horních Uhrách. Taktéž sestavil katalog univerzitní knihovny v Trnavě. Ve vydavatelské činnosti se snažil jazykově zaměřovat na všechny národy v Uherském království. Vydával vědeckou ročenku „Ephemerides“, připravil nové vydání uherského práva Corpus iuris hungarici, pro Rusíny a Srby vydal katechismus v hlaholském písmu. V roce 1699 vydal také „Bukvar jazyka slavenska“ od J. Kornického.

## Dílo
Sentiváni se ve své tvorbě věnoval odborným i populárním tématům. Psal texty do lidových kalendářů i odborné teologické statě. Byl též významným encyklopedistou, když sepsal první všeobecnou encyklopedii v Uhersku „Curiosiora et selectiora variarum scientiarum miscellanea I-III“. Tato encyklopedie v barokním smyslu shrnuje dobové poznatky z různých oborů od historie (obhajoval postavení Slovanů v Uhrách a jejich právo na autonomii), přes přírodní vědy, medicíny, techniky až po astronomii. Speciální pozornost věnoval i zemědělství a především hmyzu, který způsoboval škody rolníkům. V této encyklopedii shrnul nejdůležitější poznatky z oblasti biologie a přírodovědy a ve své době šlo o nejvýznamnější přírodovědné dílo vydané na území Uherska. Důležité bylo, že encyklopedie měla formu dialogickou, což ji zpřístupňovalo i méně vzdělaným vrstvám. Většinu děl vydal v latině a k hlavním pracím, kromě výše zmiňovaných, patří:
- Rectus modus interpretandi scripturam sacram
- Summarium chronologiae Hungaricae
- Ratio status futurae
- Dissertatio paralipomenica rerummemorabilium Hungariae;Lutheranicum nunquam etnusquam
- Forum scrutarium antiquarum haeresium
- Privata et amica disceptatio unius zelozi catholici…
- Forum scrutarium antiquarum haeresium
- Disertatio theologico-polemica, qua acatholicorum nova dogmata cum ortodoxa primitivae ecclesiae doctrina comparantur…